# Aproximante lateral retrofleja sorda
La Aproximante lateral retrofleja sorda es una consonante lateral , que está representada por ⟨ ɭ̊ ⟩ en el Alfabeto Fonético Internacional , y el símbolo fonético X-SAMPA correspondiente es . l`_0

## Características
- Su modo de articulación es aproximada , lo que significa que se produce al estrechar el tracto vocal en el lugar de la articulación, pero no lo suficiente como para producir una corriente de aire turbulenta .

- Su lugar de articulación es retroflejo , lo que prototípicamente significa que está articulado subapical (con la punta de la lengua doblada hacia arriba), pero más generalmente significa que es postalveolar sin palatalizarse . Es decir, además de la articulación subapical prototípica, el contacto de la lengua puede ser apical (puntiagudo) o laminal (plano).

- Su fonación es sorda, lo que significa que las cuerdas vocales no vibran durante la articulación.

- Es una consonante oral , lo que significa que el aire solo puede escapar por la boca.

- Es una consonante lateral , lo que significa que se produce al dirigir la corriente de aire sobre los lados de la lengua, en lugar de hacia el medio.

- El mecanismo de la corriente de aire es pulmonar , lo que significa que se articula empujando el aire únicamente con los músculos intercostales y el diafragma , como en la mayoría de los sonidos.

## Ocurre en
| Idioma | Palabra               | AFI                   | Significado           | Notas                                                                      |
| ------ | --------------------- | --------------------- | --------------------- | -------------------------------------------------------------------------- |
| Iaai   | [ ejemplo requerido ] | [ ejemplo requerido ] | [ ejemplo requerido ] | Descrito como una aproximante. Contrasta con ɭ.                            |
| Toda   | [paɭ̊ ]                | [paɭ̊ ]                | 'valle'               | Descrito como una aproximante. Contrasta con ɭ (como en /paɭ/ 'bazalete'). |